# Kambara Ariake

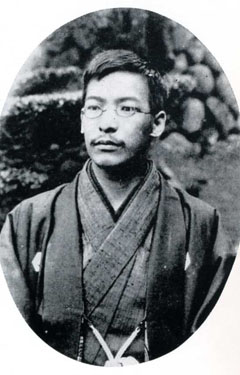
Kambara Ariake

Kambara Ariake (jap. 蒲原 有明, eigentlich: Kambara Hayao (蒲原 隼雄); * 15. März 1876 in Tokio; † 3. Februar 1952) war ein japanischer Lyriker.

## Leben
Kambara begann als Jugendlicher unter dem Eindruck der Verse von Byron und Heine Gedichte zu schreiben. Nach dem Abschluss der Kokumin Eigakkai, einer englischen Schule in Tokio, gründete er mit Hayashida Shunchō und Yamagishi Kayō das literarische Magazin Ochibo Zoshi (落穂双紙). Hier erschien sein erster Roman Aki no Yamazato. Mit einem zweiten Roman, Daijihi, gewann er 1898 einen Preis beim Literaturwettbewerb der Zeitung Yomiuri Shimbun.
Danach wandte sich Kambara ganz der Lyrik zu. Unter dem Einfluss der Werke englischer Lyriker wie John Keats und Dante Gabriel Rossetti entstanden Gedichte nach dem Kojiki und der Fudoki, die ab 1902 in mehreren Gedichtsammlungen erschienen. In der Sammlung Ariake Shū (Ariakes Sammlung) führte er die europäische Form des vierzehnzeiligen Sonetts in die japanische Lyrik ein. Er wurde neben Susukida Kyūkin zum bedeutendsten Vertreter des Symbolismus in Japan.